# Luke Jacobson
Pour les articles homonymes, voir Jacobson.

a Compétitions nationales et continentales officielles uniquement.

b Matchs officiels uniquement.
Dernière mise à jour le 23 septembre 2024.
Luke Jacobson, né le 20 avril 1997 à Te Awamutu (Nouvelle-Zélande), est un joueur de rugby à XV international néo-zélandais, évoluant au poste de troisième ligne aile ou de troisième ligne centre. Il joue avec la franchise des Chiefs en Super Rugby depuis 2018, et avec la province de Waikato en NPC depuis 2017.

## Carrière

### En club
Né à Te Awamutu dans la région de Waikato, Luke Jacobson est scolarisé à la Cambridge High School de Cambridge, où il pratique le rugby avec l'équipe de l'établissement avec son frère Mitch.
En 2017, il rejoint la province de Waikato, qui évolue en NPC avec qui il fait ses débuts professionnels. Il devient dès sa première saison un titulaire régulier de cette province.
Après une saison avec Waikato, il est retenu par la franchise des Chiefs pour disputer la saison 2018 de Super Rugby,. Il fait ses débuts en Super Rugby en tant que remplaçant le 16 mars 2018 contre les Bulls, avant de connaître sa première titularisation un mois et demi plus tard contre les Jaguares,. Dès sa première saison avec la franchise de Hamilton, il obtient beaucoup de temps de jeu (12 matchs) grâce à ses qualités de défenseur et de puissance ballon en main, malgré la présence de son idole de jeunesse Liam Messam, qui joue au même poste que lui,.
La saison suivante, il profite du départ de Messam à Toulon pour s'imposer comme un cadre de l'équipe, malgré le fait qu'il rate une partie de la saison en raison de plusieurs commotions cérébrales,.
En 2020, il ne joue que quatre rencontres avec les Chiefs, à cause d'une commotion, puis d'une fracture de la main. Il effectue toutefois une saison pleine avec Waikato, dont il est devenu le capitaine.
Il retrouve son meilleur niveau en 2021, il s'impose avec les Chiefs comme le titulaire au poste de troisième ligne centre,. Il prend une part active au bon parcours de son équipe, qui termine finaliste du Super Rugby Aotearoa.
Lors de la saison 2024, son équipe parvient jusqu'en finale, où ils s'inclinent face aux Blues sur le score de 41 à 10.

### En équipe nationale
Luke Jacobson joue avec la sélection scolaire néo-zélandaise (en) en 2014.
Il est sélectionné pour évoluer avec l'équipe de Nouvelle-Zélande des moins de 20 ans pour participe aux championnats du monde juniors en 2016 et 2017,. Il remporte cette compétition en 2017, en étant capitaine de l'équipe.
En août 2019, il est sélectionné pour la première fois avec les All Blacks par Steve Hansen pour participer au Rugby Championship 2019 . Il est alors considéré comme l'un des plus gros espoirs à son poste en Nouvelle-Zélande,. Il connait sa première sélection, le 20 juillet 2019, à l’occasion d’un match contre l'équipe d'Argentine à Buenos Aires. Remplaçant, il joue alors 23 minutes dans une rencontre serrée qui voit les All Blacks l'emporter d'une courte tête sur le score de 20 à 16,. Il s'agit alors de sa seule sélection dans cette compétition.
Malgré son inexpérience à ce niveau, il est retenu dans le groupe de 31 joueurs sélectionné pour disputer la Coupe du monde au Japon,. Il est alors préféré à des joueurs comme Vaea Fifita, Liam Squire ou Shannon Frizell. Cependant, il est contraint de déclarer forfait pour le mondial à semaine de la compétition en raison d'une commotion cérébrale subie lors du dernier match de préparation contre les Samoa, et Shannon Frizell est rappelé pour le remplacer.
Après une année 2020 perturbée par les blessures, il retrouve la sélection en 2021 à l'occasion d'un test-match face aux Tonga. Il dispute ensuite le Rugby Championship 2021, que son équipe remporte.
Le 7 août 2023, il est sélectionné pour disputer la Coupe du monde en France. Son équipe termine la compétition à la seconde place, après une défaite en finale face à l'Afrique du Sud. D'un point de vue personnel, il dispute trois matchs de la phase de poule.

## Palmarès

### En franchise et province
- Finaliste du Super Rugby Aotearoa en 2021 avec les Chiefs.
- Finaliste du Super Rugby en 2023, 2024 et 2025 avec les Chiefs.

### En équipe nationale
- Vainqueur du championnat du monde junior en 2017.
- Vainqueur du Rugby Championship en 2021 et 2023.
- Finaliste de la Coupe du monde en 2023.

## Statistiques

### En équipe nationale
Au 30 septembre 2024, Luke Jacobson compte 24 capes en équipe de Nouvelle-Zélande, dont 10 en tant que titulaire et pour 5 essais inscrits soit (25 points), depuis le 20 juillet 2019 contre l'équipe d'Argentine à Buenos Aires.
Avec les All Blacks, il dispute une Coupe du monde en 2023. Il participe à quatre éditions du Rugby Championship, en 2019, 2021, 2023 et 2024. Il dispute huit rencontres dans cette compétition,.